# 江口街道 (眉山市)
江口街道，原为江口镇，是中华人民共和国四川省眉山市彭山区下辖的一个乡镇级行政单位。2019年12月，撤销武阳镇和江口镇，设立江口街道，以原武阳镇和原江口镇所属行政区域为江口街道的行政区域。
鎮內岷江河底是明末民變領袖张献忠「江口沉銀」所在地，近年陸續發現一些該時期的銀錠、金幣等物。

## 行政区划
江口街道下辖以下地区：
将台社区、双江村、远景村、凯旋村、白腊村、茶场村、石龙村、永利村、土桥村和双合村。